# Serrano-Schinken

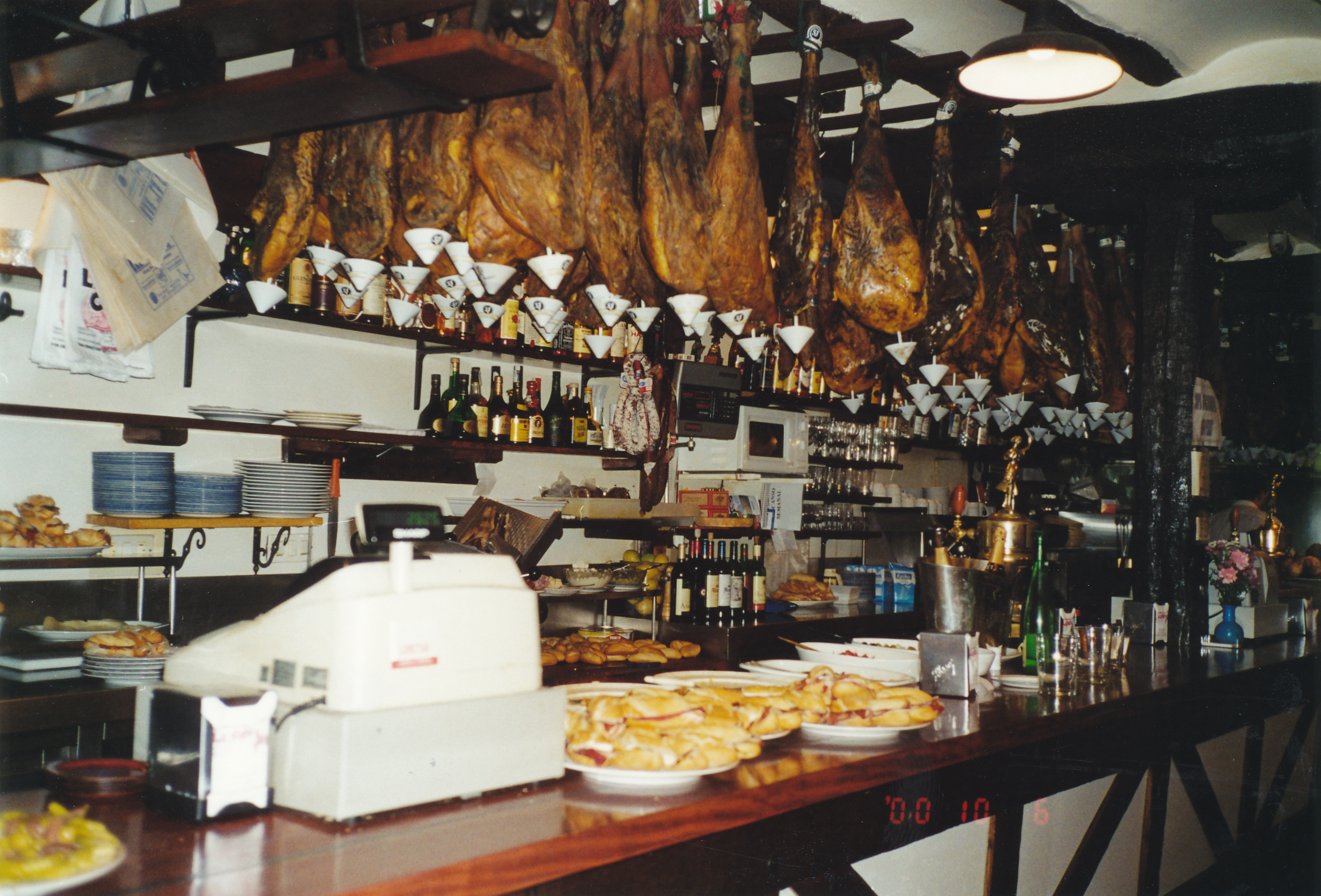
Serrano-Schinken in einer spanischen Altstadtbar

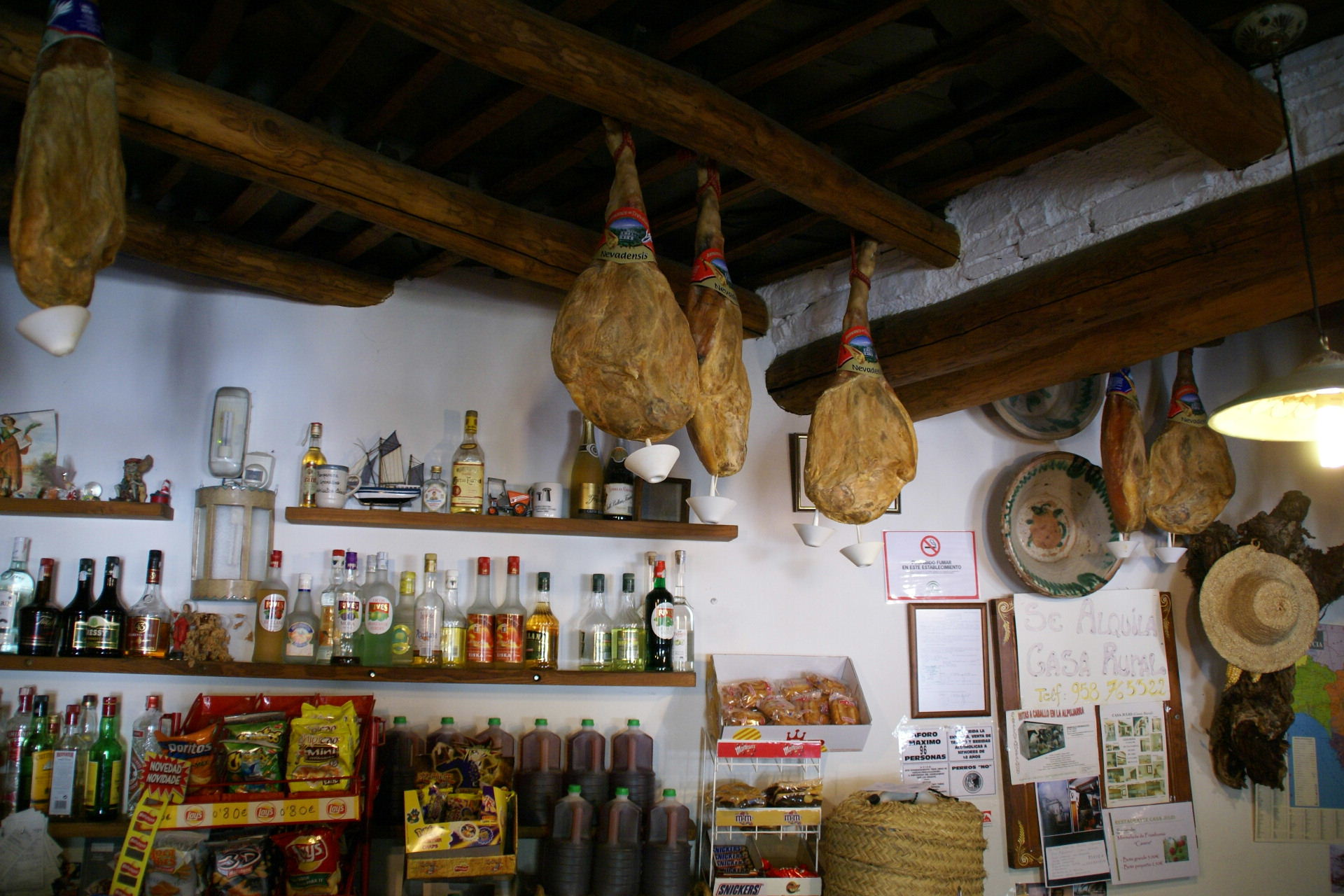
Verkauf in Pampaneira

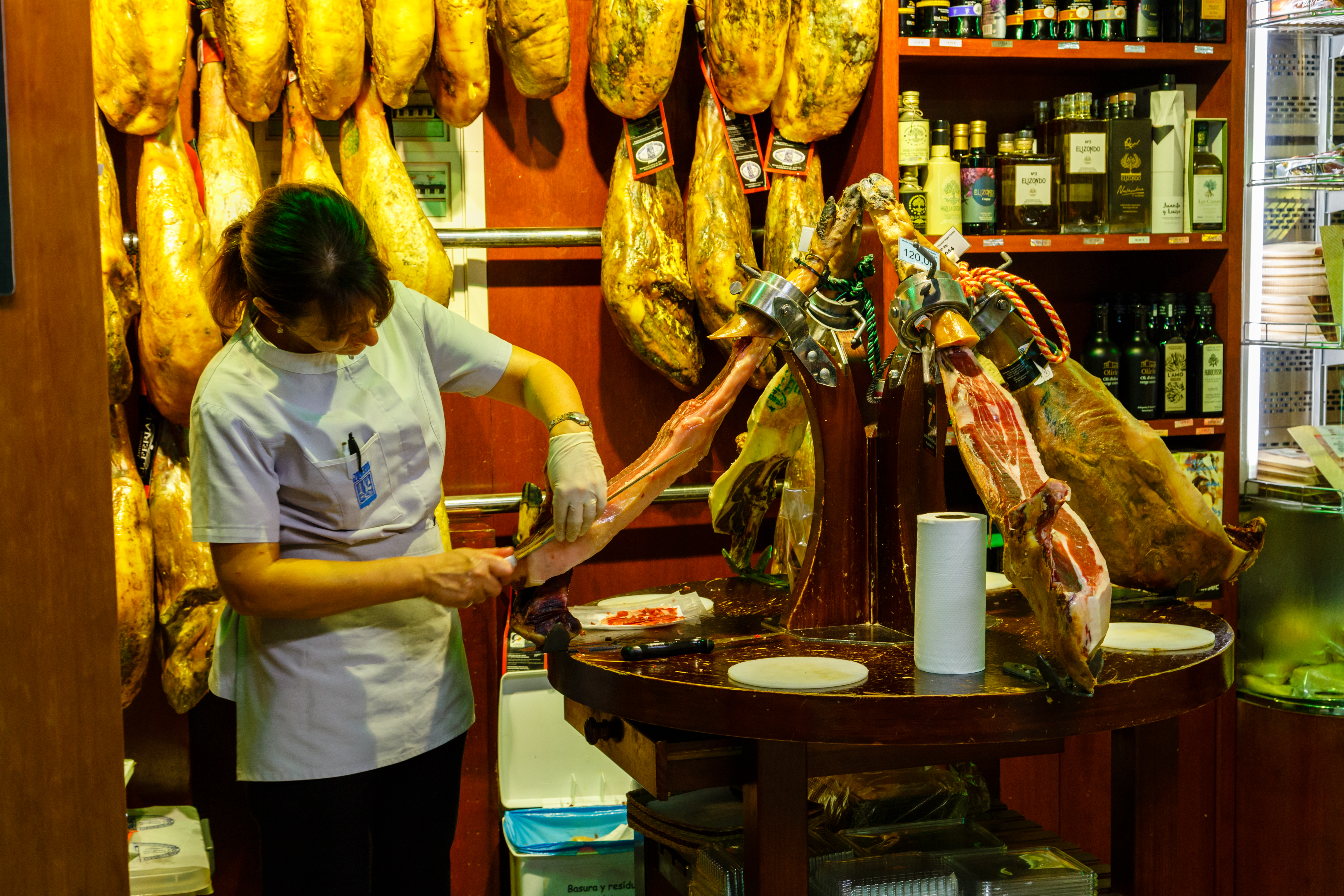
Schneiden des Serrano-Schinkens

Serrano-Schinken, spanisch jamón serrano, ist ein luftgetrockneter spanischer Schinken. Seit November 1999 ist die traditionelle Zusammensetzung oder das traditionelle Herstellungsverfahren des Produkts als Garantiert traditionelle Spezialität geschützt.
Die Bezeichnung Serrano ist abgeleitet von spanisch sierra, dem spanischen Wort für Gebirge. Ursprünglich reifte Serrano-Schinken an der frischen Bergluft. Bekannt für diese Form der Schinkenreife sind beispielsweise die Orte Trevélez und Juviles in der Berglandschaft der Alpujarras in der Provinz Granada.

## Charakteristika
Charakteristisch für Serrano-Schinken ist sein mageres, kaum fettmaseriertes Fleisch mit mild-aromatischer Note. Im Gegensatz zu dem wesentlich teureren spanisch Jamón Ibérico stammt Serrano-Schinken in der Regel nicht von dunkelhäutigen iberischen Schweinen (spanisch Cerdo Ibérico), sondern vom Fleisch hellhäutiger Hausschweine, weshalb er in Spanien auch spanisch jamón de pata blanca („Schinken von der weißen Klaue“) genannt wird, während der Ibérico-Schinken auch als spanisch jamón de pata negra bekannt ist. Der Vorderschinken wird Paleta Serrana genannt, während der Hinterschinken Jamón Serrano heißt. Qualitativ lassen sich keine großen Differenzen feststellen, außer dass der Hinterschinken sich in größere Scheiben schneiden lässt und einen Knochenanteil von nur ca. 30 % aufweist, gegenüber 40 % beim Vorderschinken.

## Herstellung
Der industrielle Herstellungsprozess bildet in wesentlichen Teilen den Reifeprozess in der freien Bergluft nach, der früher im Herbst begann und anfangs des darauffolgenden Herbstes mit der mehrmonatigen Einlagerung in speziellen Lagerkellern endete.
Nach dem Herauslösen des Schinkens und dessen Kühlung auf etwa 3 °C wird das restliche Blut herausgepresst und das Produktionssiegel mit Kalenderwoche und Jahr in die Schwarte eingebrannt. Anschließend wird der Schinken per Hand mit Pökelsalz eingerieben und dann in Meersalz je nach Form und Fettgehalt 0,65 bis 2 Tage pro Kilogramm gelagert. Dann wird das Salz abgebürstet. Beim anschließenden ersten Abhängen unter – bei fehlendem Salz – genau eingehaltenen hygienischen Bedingungen und weiterhin niedrigen Temperaturen verteilt sich das eingedrungene Salz bei weiterhin hoher Luftfeuchtigkeit im Schinken und unterstützt die Lipolyse und Proteolyse-Prozesse, die den Geschmack hervorrufen. Innerhalb von 30 bis 60 Tagen nimmt der Feuchtigkeitsgehalt im Schinken allmählich ab und die Stücke entwickeln eine festere äußere Konsistenz.
Während der anschließenden Trocknungsphase wird die Temperatur langsam von 6 °C bis auf maximal 34 °C angehoben und die relative Luftfeuchtigkeit auf einen Wert zwischen 60 und 80 % gesenkt. Dies fördert das allmähliche „Schwitzen“ (natürliche Verschmelzung eines Fettanteils des Gewebes) und die Entwicklung der Aromen durch Protein- und Fettveränderung. Die Mindestdauer dieser Phase ist vier Monate.
Erst jetzt folgt die eigentliche Alterung in der Bodega, einem Reifekeller. Für 6 bis 18 Monate wirken die schon vorher begonnenen biochemischen Prozesse fort. Dies geschieht unter Mitwirkung der Mikroflora, die dem Schinken sein Aroma und seinen Geschmack verleiht. Jeder Serrano-Schinken ist auf diese Weise mehr als sechs Monate, insgesamt also mindestens knapp ein Jahr gereift. Wenn der Schinken die Bodega verlässt, hat er mindestens 33 % seines Frischgewichtes verloren (zum Vergleich: beim Schwarzwälder Schinken sind es etwa 25 %).
Er kann nun bis zum Verzehr bei Raumtemperatur gelagert werden. Es ist auch nicht nötig, ihn zu räuchern oder mit Paprika oder anderen Gewürzen zu behandeln. Der Serrano-Schinken als ganzes Stück hat kein Mindesthaltbarkeitsdatum, obwohl es ratsam ist, ihn innerhalb von sechs Monaten nach Verlassen der Bodega zu verzehren. Die Farbe der Schinkenscheiben geht von rosa bis ins purpurfarbene im mageren Teil des Schinkens. Das Fleisch hat eine geringe Fettmaserung und einen zarten und nur leicht salzigen Geschmack. Der maximale Feuchtigkeitsgehalt liegt bei 60 % (beim Ibérico-Schinken liegt er bei 50 bis 55 %) und der Natriumchloridanteil ist 15 % (beim Ibérico-Schinken nur ca. 5 %). Das bedeutet, dass der Serrano-Schinken weniger trocken, aber salziger als der Ibérico-Schinken ist. Das glänzende Fett, mit weißer oder gelblicher Farbe, ist aromatisch und hat einen angenehmen Geschmack. Man findet es an der Außenseite der Scheibe, außer bei Schinken der Schweinerasse Duroc, bei denen feine Fettmaserungen auch das magere Fleisch durchziehen.